# Zaynab al-Ghazali
Zaynab al-Ghazali (in arabo زينب الغزالي‎?; Mit Ya'ish, 2 gennaio 1917 – Il Cairo, 3 agosto 2005) è stata un'attivista egiziana esponente dell'attivismo femminile in seno ai movimenti islamisti.

## Biografia
Ha lottato in nome dell'emancipazione femminile nel rispetto della sua religione, riconoscendo il ruolo di moglie e madre come fondamentale nel mondo islamico ma sottolineando al contempo l'importanza dell'istruzione femminile e di una maggiore partecipazione delle donne alla vita sociale, economica e politica del Paese.
La sua vita e il suo atteggiamento collidono con la sua stessa visione femminista e con la sua "retorica di ideale domestico". Ella infatti si sposò due volte e non ebbe figli, dedicandosi prevalentemente alla causa islamica. 
Già agli inizi degli anni trenta entrò nel "Movimento Femminista " di Hoda Sha'rawi, per poi uscirne e fondare nel 1936 il "Gruppo delle Donne Musulmane", la cui finalità ultima era l'instaurazione dello Stato islamico.
La convergenza di interessi portò Hasan al-Banna, fondatore della Fratellanza Musulmana, a chiederle di entrare a far parte della sezione delle "Sorelle Musulmane" (Jamāʿat al-Sayyidāt al-Muslimāt). Zaynab preferì, però, rimanere indipendente e solo nel 1948, quando l'associazione di al-Banna fu messa al bando, decise di entrare nell'organizzazione. 
Dopo che la prima purga decimò il movimento nel 1954, Zaynab provvide in prima persona alla sua ricostruzione, potendo operare indisturbata per anni, finché nel 1964 il suo gruppo venne disciolto ed ella fu arrestata, torturata, processata e condannata a 25 anni di lavori forzati. 
Fu scarcerata nel 1971, tornando a dedicarsi alla causa soprattutto attraverso la pubblicistica. Fondò il giornale al-Da‘wa (L'appello), scrisse per diversi giornali di orientamento religioso, pubblicò un'autobiografia, portando avanti la propria carriera letteraria sino agli anni novanta, rimanendo sempre una spina nel fianco per il governo egiziano.